# Arroyo de Regada
El arroyo de Regada es un pequeño curso fluvial de Virtus, concretamente un afluente del arroyo de la Gándara. Es una corriente de agua de baja pendiente (Inferior a 1 grado sexagesimal), y un recorrido notablemente recto.
Es fácilmente identificable por realizar un recorrido paralelo a la carretera BU-V-5791 entre Virtus y La Estación de Soncillo. Por último, tiene una longitud estimada de 1,8 km y está orientado hacia el sureste.